# Trioxid de xenon
Trioxidul de xenon este un compus anorganic instabil al xenonului în starea de oxidare +6, care prezintă cristale incolore. Este un agent oxidant foarte puternic care eliberează încet oxigenul și xenonul în contactul cu apa, reacția fiind accelerată la lumina solară. Poate exploda în contact cu materialele organice, eliberând xenon și oxigen gazos.

## Proprietăți chimice
Trioxidul de xenon este un agent oxidant foarte puternic și poate oxida majoritatea substanțelor care pot fi oxidate. Totuși, reacționează destul de încet și asta îi reduce din utilitate. 
La temperaturi mai mari de 25 °C, trioxidul de xenon poate exploda violent:
{\displaystyle \mathrm {2XeO_{3}{\xrightarrow {\ }}2Xe\ +\ 3O_{2}} }
Când se dizolvă în apă, o soluție acidă de acid xenic se formează:
XeO3 (aq) + H2O → H2XeO4  H+ + HXeO4−
Această soluție este stabilă la temperatura camerei și este lipsită de proprietățile explozive ale trioxidului de xenon. Oxidează acizii carboxilici cantitativ până la dioxid de carbon și apă. 